# Tadeusz Gajcy
Tadeusz Stefan Gajcy (Varsavia, 8 febbraio 1922 – Varsavia, 16 agosto 1944) è stato un poeta polacco.
Fu soldato dell'Armia Krajowa, morì nella Rivolta di Varsavia.

## Volumi di poesie
- 1943 - Spettri (Widma)
- 1944 - La folgore quotidiana (Grom powszedni)

### Opere
- Rapsodia di Varsavia (Rapsod o Warszawie)
- Colpo (Udrzenie)
- Per discendente (Do potomnego)
- Amore senza domani (Miłość bez jutra)

## Letteratura
- Waldemar Smaszcz: Miłość bez jutra: muza wojenna 1939-1945. Wydawnictwo Łuk, Białystok 1994
- Jan Marx: Dwudziestoletni poeci Warszawy. Wydawnictwo ALFA, Warszawa 1994